# 多茎獐牙菜
多茎獐牙菜（学名：Swertia multicaulis），为龙胆科獐牙菜属下的一个植物变种。